# Ekstraliga czeska w hokeju na lodzie (2008/2009)
Ekstraliga czeska w hokeju na lodzie 2008/2009

## Sezon zasadniczy
L = lokata, M = liczba rozegranych spotkań, Pkt = Liczba zdobytych punktów, W = Wygrane, WpD = Wygrane po dogrywce lub karnych, PpD = Porażki po dogrywce lub karnych, P = Porażki (ogółem), G+ = Gole strzelone, G- = Gole stracone, +/- Różnica bramek
| L   | Klub                    | M  | Pkt | W  | WpD | PpD | P  | G+  | G-  | +/- |
| --- | ----------------------- | -- | --- | -- | --- | --- | -- | --- | --- | --- |
| 1.  | Slavia Praga            | 52 | 93  | 23 | 9   | 6   | 14 | 176 | 150 | +26 |
| 2.  | HC Pardubice            | 52 | 90  | 24 | 5   | 8   | 15 | 162 | 149 | +13 |
| 3.  | HC Litvínov             | 52 | 86  | 23 | 7   | 3   | 19 | 159 | 146 | +13 |
| 4.  | Sparta Praga            | 52 | 86  | 22 | 7   | 6   | 17 | 147 | 137 | +10 |
| 5.  | HC Zlín                 | 52 | 84  | 21 | 9   | 3   | 19 | 145 | 151 | -6  |
| 6.  | Energie Karlovy Vary    | 52 | 83  | 20 | 7   | 9   | 16 | 150 | 142 | +8  |
| 7.  | HC Pilzno 1929          | 52 | 82  | 24 | 2   | 6   | 20 | 160 | 157 | +3  |
| 8.  | HC Vítkovice            | 52 | 79  | 20 | 7   | 5   | 20 | 145 | 132 | +13 |
| 9.  | Bílí Tygři Liberec      | 52 | 74  | 21 | 2   | 7   | 22 | 159 | 161 | -2  |
| 10. | HC Oceláři Trzyniec     | 52 | 71  | 16 | 8   | 7   | 21 | 167 | 175 | -8  |
| 11. | HC Czeskie Budziejowice | 52 | 71  | 19 | 4   | 6   | 23 | 137 | 146 | -9  |
| 12. | Znojemští Orli          | 52 | 68  | 17 | 5   | 7   | 23 | 126 | 144 | -18 |
| 13. | HC Kladno               | 52 | 66  | 14 | 8   | 8   | 22 | 132 | 160 | -28 |
| 14. | BK Mladá Boleslav       | 52 | 59  | 15 | 5   | 4   | 28 | 131 | 146 | -15 |

Legenda:       = awans do play-off,       = gra o play-off,       = gra play-out

## Play-off

### I runda
HC Pilzno 1929 – HC Oceláři Trzyniec 3 – 2
| 22 lutego 2009 | HC Pilzno 1929 | 4:2 | HC Oceláři Trzyniec | ČEZ Aréna, Pilzno |

| Szczegóły      | Szczegóły                                                                            | Szczegóły       | Szczegóły                               | Szczegóły                                                                |
| -------------- | ------------------------------------------------------------------------------------ | --------------- | --------------------------------------- | ------------------------------------------------------------------------ |
| Godzina: 17:30 | M. Straka 26:11 (PP) P. Vostřák 42:29 (PP) M. Straka 49:24 (SH) J. Kracík 59:34 (EN) | (0:0, 1:1, 3:1) | 30:10 (PP) J. Balej 54:32 (EQ) R. Tomík | Widzów: 6104 Sędzia główny: Martin Homola Sędziowie liniowi: Roman Polák |

| 23 lutego 2009 | HC Pilzno 1929 | 6:1 | HC Oceláři Trzyniec | ČEZ Aréna, Pilzno |

| Szczegóły      | Szczegóły | Szczegóły       | Szczegóły             | Szczegóły                                                             |
| -------------- | --- | --------------- | --------------------- | --------------------------------------------------------------------- |
| Godzina: 17:30 | M. Cartelli 09:07 (PP) T. Vlasák 18:51 (EQ) M. Straka 31:40 (PP) J. Kracík 39:16 (EQ) R. Tomas 52:15 (PP) J. Kracík 56:21 (EQ) | (2:0, 2:0, 2:1) | 47:13 (PP) Ľ. Sekeráš | Widzów: 5488 Sędzia główny: Martin Fraňo Sędziowie liniowi: Robin Šír |

| 25 lutego 2009 | HC Oceláři Trzyniec | 3:0 | HC Pilzno 1929 | Werk Arena, Trzyniec |

| Szczegóły      | Szczegóły                                                      | Szczegóły       | Szczegóły | Szczegóły                                                                  |
| -------------- | -------------------------------------------------------------- | --------------- | --------- | -------------------------------------------------------------------------- |
| Godzina: 17:00 | J. Balej 47:20 (PP) D. Květoň 57:25 (EQ) J. Peterek 58:56 (EN) | (0:0, 0:0, 3:0) |           | Widzów: 3086 Sędzia główny: Jaroslav Kubeš Sędziowie liniowi: Pavel Mikula |

| 26 lutego 2009 | HC Oceláři Trzyniec | 4:3 pd. | HC Pilzno 1929 | Werk Arena, Trzyniec |

| Szczegóły      | Szczegóły                                                                           | Szczegóły            | Szczegóły                                                          | Szczegóły                                                                |
| -------------- | ----------------------------------------------------------------------------------- | -------------------- | ------------------------------------------------------------------ | ------------------------------------------------------------------------ |
| Godzina: 17:00 | D. Květoň 13:30 (PP) J. Balej 26:46 (EQ) J. Peterek 28:06 (SH) D. Květoň 62:51 (PP) | (1:0, 2:2, 0:1, 1:0) | 24:20 (EQ) R. Matějovský 29:04 (PP) J. Kracík 56:49 (EQ) T. Vlasák | Widzów: 3538 Sędzia główny: Martin Homola Sędziowie liniowi: Roman Polák |

| 28 lutego 2009 | HC Pilzno 1929 | 3:0 | HC Oceláři Trzyniec | ČEZ Aréna, Pilzno |

| Szczegóły      | Szczegóły                                                        | Szczegóły       | Szczegóły | Szczegóły                                                                |
| -------------- | ---------------------------------------------------------------- | --------------- | --------- | ------------------------------------------------------------------------ |
| Godzina: 17:30 | M. Dvořák 04:26 (PP) M. Adamský 15:29 (EQ) M. Čakajík 16:03 (EQ) | (3:0, 0:0, 0:0) |           | Widzów: 7017 Sędzia główny: Martin Fraňo Sędziowie liniowi: Tomáš Turčan |

HC Vítkovice – Bílí Tygři Liberec 3 – 0
| 22 lutego 2009 | HC Vítkovice | 3:1 | HC Oceláři Trzyniec | ČEZ Aréna, Ostrawa |

| Szczegóły      | Szczegóły                                                        | Szczegóły       | Szczegóły              | Szczegóły                                                                |
| -------------- | ---------------------------------------------------------------- | --------------- | ---------------------- | ------------------------------------------------------------------------ |
| Godzina: 17:00 | P. Jurečka 25:46 (PP) A. Krstev 28:37 (EQ) P. Hubáček 59:19 (EN) | (0:1, 2:0, 1:0) | 12:37 (PP) P. Kašpařík | Widzów: 5018 Sędzia główny: René Hradil Sędziowie liniowi: Radek Husička |

| 23 lutego 2009 | HC Vítkovice | 3:0 | HC Oceláři Trzyniec | ČEZ Aréna, Ostrawa |

| Szczegóły      | Szczegóły                                                       | Szczegóły       | Szczegóły | Szczegóły                                                                   |
| -------------- | --------------------------------------------------------------- | --------------- | --------- | --------------------------------------------------------------------------- |
| Godzina: 17:30 | V. Ujčík 13:44 (EQ) V. Svačina 33:46 (EQ) R. Stehlík 42:11 (SH) | (1:0, 1:0, 1:0) |           | Widzów: 4431 Sędzia główny: Milan Minář Sędziowie liniowi: Vladimír Šindler |

| 25 lutego 2009 | Bílí Tygři Liberec | 1:3 | HC Vítkovice | Tipsport Arena, Liberec |

| Szczegóły      | Szczegóły              | Szczegóły       | Szczegóły                                                      | Szczegóły                                                               |
| -------------- | ---------------------- | --------------- | -------------------------------------------------------------- | ----------------------------------------------------------------------- |
| Godzina: 19:00 | P. Kašpařík 32:01 (EQ) | (0:1, 1:1, 0:1) | 07:21 (PP) J. Burger 28:00 (EQ) J. Burger 45:35 (PP) M. Kvapil | Widzów: 4578 Sędzia główny: Pavel Hodek Sędziowie liniowi: Tomáš Turčan |

### Ćwierćfinały
Slavia Praga – HC Vítkovice 4 – 3
| 4 marca 2009 | Slavia Praga | 1:5 | HC Vítkovice | Sazka Arena, Praga |

| Szczegóły      | Szczegóły              | Szczegóły       | Szczegóły | Szczegóły                                                                |
| -------------- | ---------------------- | --------------- | --- | ------------------------------------------------------------------------ |
| Godzina: 17:00 | R. Červenka 23:03 (EQ) | (0:0, 1:2, 0:3) | 21:50 (PP) M. Kvapil 29:42 (PP) P. Jurečka 42:52 (EQ) V. Svačina 50:51 (EQ) M. Kvapil 52:43 (EQ) L. Krenželok | Widzów: 5689 Sędzia główny: René Hradil Sędziowie liniowi: Radek Husička |

| 5 marca 2009 | Slavia Praga | 3:2 | HC Vítkovice | Sazka Arena, Praga |

| Szczegóły      | Szczegóły                                                         | Szczegóły       | Szczegóły                                | Szczegóły                                                               |
| -------------- | ----------------------------------------------------------------- | --------------- | ---------------------------------------- | ----------------------------------------------------------------------- |
| Godzina: 18:15 | J. Doležal 01:09 (EQ) J. Beránek 02:21 (EQ) K. Sloboda 36:13 (PP) | (2:0, 1:1, 0:1) | 32:09 (EQ) L. Klimek 59:29 (EQ) P. Kuboš | Widzów: 6879 Sędzia główny: Milan Hodek Sędziowie liniowi: Tomáš Turčan |

| 9 marca 2009 | HC Vítkovice | 2:1 | Slavia Praga | ČEZ Aréna, Ostrawa |

| Szczegóły      | Szczegóły                                  | Szczegóły       | Szczegóły              | Szczegóły                                                                   |
| -------------- | ------------------------------------------ | --------------- | ---------------------- | --------------------------------------------------------------------------- |
| Godzina: 17:00 | V. Svačina 02:14 (EQ) R. Hruška 34:20 (EQ) | (1:0, 1:0, 0:1) | 45:08 (SH) R. Červenka | Widzów: 8225 Sędzia główny: Milan Minář Sędziowie liniowi: Vladimír Šindler |

| 10 marca 2009 | HC Vítkovice | 7:2 | Slavia Praga | ČEZ Aréna, Ostrawa |

| Szczegóły      | Szczegóły | Szczegóły       | Szczegóły                                  | Szczegóły                                                              |
| -------------- | --- | --------------- | ------------------------------------------ | ---------------------------------------------------------------------- |
| Godzina: 17:00 | L. Krenželok 20:18 (PP) V. Varaďa 20:40 (EQ) R. Hruška 24:16 (EQ) V. Svačina 35:53 (EQ) P. Hubáček 40:39 (EQ) M. Kvapil 44:27 (EQ) P. Jurečka 54:15 (PP) | (0:0, 4:2, 3:0) | 28:38 (EQ) J. Doležal 35:20 (PP) M. Tomica | Widzów: 9138 Sędzia główny: Pavel Hodek Sędziowie liniowi: Roman Polák |

| 12 marca 2009 | Slavia Praga | 5:3 | HC Vítkovice | Sazka Arena, Praga |

| Szczegóły      | Szczegóły                                                                                                   | Szczegóły       | Szczegóły                                                         | Szczegóły                                                                |
| -------------- | --- | --------------- | ----------------------------------------------------------------- | ------------------------------------------------------------------------ |
| Godzina: 18:15 | R. Červenka 07:25 (EQ) J. Bednář 08:42 (PP) D. Hruška 38:39 (PP) J. Bednář 53:31 (EQ) M. Vondrka 59:43 (EN) | (2:1, 1:2, 2:0) | 12:49 (PP) V. Varaďa 24:26 (PP) P. Hubáček 28:57 (EQ) J. Štefanka | Widzów: 6693 Sędzia główny: Radek Husička Sędziowie liniowi: René Hradil |

| 14 marca 2009 | HC Vítkovice | 3:7 | Slavia Praga | ČEZ Aréna, Ostrawa |

| Szczegóły      | Szczegóły                                                        | Szczegóły       | Szczegóły | Szczegóły                                                              |
| -------------- | ---------------------------------------------------------------- | --------------- | --- | ---------------------------------------------------------------------- |
| Godzina: 17:00 | V. Ujčík 18:46 (PP) J. Štefanka 32:22 (EQ) P. Hubáček 51:46 (PP) | (1:2, 1:1, 1:4) | 07:24 (PP) T. Micka 12:03 (EQ) R. Červenka 37:48 (PP) R. Červenka 45:39 (EQ) J. Bednář 49:27 (EQ) T. Micka 52:38 (EQ) R. Červenka 59:05 (EQ) J. Doležal | Widzów: 9398 Sędzia główny: Milan Minář Sędziowie liniowi: Roman Polák |

| 16 marca 2009 | Slavia Praga | 2:1 | HC Vítkovice | Sazka Arena, Praga |

| Szczegóły      | Szczegóły                                    | Szczegóły       | Szczegóły            | Szczegóły                                                               |
| -------------- | -------------------------------------------- | --------------- | -------------------- | ----------------------------------------------------------------------- |
| Godzina: 17:00 | P. Jelínek 43:23 (EQ) R. Červenka 46:06 (EQ) | (0:0, 0:1, 2:0) | 29:13 (EQ) M. Kvapil | Widzów: 11385 Sędzia główny: Milan Minář Sędziowie liniowi: Roman Polák |

HC Pardubice – HC Pilzno 1929 3 – 4
| 4 marca 2009 | HC Pardubice | 1:2 pk. | HC Pilzno 1929 | ČEZ Arena, Pardubice |

| Szczegóły      | Szczegóły           | Szczegóły                 | Szczegóły                                 | Szczegóły                                                             |
| -------------- | ------------------- | ------------------------- | ----------------------------------------- | --------------------------------------------------------------------- |
| Godzina: 17:00 | J. Starý 19:10 (EQ) | (1:0, 0:0, 0:1, 0:0, 0:1) | 51:44 (PP) T. Vlasák 70:00 (PS) T. Vlasák | Widzów: 8970 Sędzia główny: Jan Hribik Sędziowie liniowi: Milan Minář |

| 5 marca 2009 | HC Pardubice | 3:1 | HC Pilzno 1929 | ČEZ Arena, Pardubice |

| Szczegóły      | Szczegóły                                                   | Szczegóły       | Szczegóły             | Szczegóły                                                                |
| -------------- | ----------------------------------------------------------- | --------------- | --------------------- | ------------------------------------------------------------------------ |
| Godzina: 17:00 | D. Havíř 06:47 (EQ) J. Starý 08:25 (EQ) M. Lojek 14:52 (EQ) | (3:1, 0:0, 0:0) | 14:36 (EQ) P. Vostřák | Widzów: 8845 Sędzia główny: Antonín Jeřábek Sędziowie liniowi: Robin Šír |

| 8 marca 2009 | HC Pilzno 1929 | 2:1 | HC Pardubice | ČEZ Aréna, Pilzno |

| Szczegóły      | Szczegóły                                   | Szczegóły       | Szczegóły          | Szczegóły                                                               |
| -------------- | ------------------------------------------- | --------------- | ------------------ | ----------------------------------------------------------------------- |
| Godzina: 17:30 | M. Cartelli 07:29 (SH) M. Straka 52:33 (PP) | (1:0, 0:0, 1:1) | 53:39 (EQ) A. Píša | Widzów: 8121 Sędzia główny: Pavel Mikula Sędziowie liniowi: Milan Minář |

| 9 marca 2009 | HC Pilzno 1929 | 3:4 | HC Pardubice | ČEZ Aréna, Pilzno |

| Szczegóły      | Szczegóły                                                       | Szczegóły       | Szczegóły                                                                           | Szczegóły                                                                 |
| -------------- | --------------------------------------------------------------- | --------------- | ----------------------------------------------------------------------------------- | ------------------------------------------------------------------------- |
| Godzina: 17:30 | M. Straka 28:26 (EQ) M. Adamský 37:41 (EQ) T. Vlasák 44:14 (EQ) | (0:3, 2:1, 1:0) | 05:40 (EQ) T. Divíšek 07:36 (EQ) T. Divíšek 09:48 (EQ) M. Lojek 31:08 (EQ) L. Pivko | Widzów: 8178 Sędzia główny: Martin Fraňo Sędziowie liniowi: Martin Homola |

| 11 marca 2009 | HC Pardubice | 3:0 | HC Pilzno 1929 | ČEZ Arena, Pardubice |

| Szczegóły      | Szczegóły                                                     | Szczegóły       | Szczegóły | Szczegóły                                                                 |
| -------------- | ------------------------------------------------------------- | --------------- | --------- | ------------------------------------------------------------------------- |
| Godzina: 17:00 | D. Rákos 03:10 (PP) T. Divíšek 25:21 (PP) L. Pivko 31:20 (PP) | (1:0, 2:0, 0:0) |           | Widzów: 10020 Sędzia główny: René Hradil Sędziowie liniowi: Radek Husička |

| 13 marca 2009 | HC Pilzno 1929 | 3:1 | HC Pardubice | ČEZ Aréna, Pilzno |

| Szczegóły      | Szczegóły                                                         | Szczegóły       | Szczegóły            | Szczegóły                                                               |
| -------------- | ----------------------------------------------------------------- | --------------- | -------------------- | ----------------------------------------------------------------------- |
| Godzina: 17:00 | P. Vostřák 07:56 (PP) M. Adamský 29:10 (EQ) P. Vostřák 33:25 (PP) | (1:0, 2:0, 0:1) | 53:40 (EQ) P. Koukal | Widzów: 7389 Sędzia główny: Pavel Mikula Sędziowie liniowi: Milan Minář |

| 15 marca 2009 | HC Pardubice | 3:4 pd. | HC Pilzno 1929 | ČEZ Arena, Pardubice |

| Szczegóły      | Szczegóły                                                   | Szczegóły                 | Szczegóły                                                                              | Szczegóły                                                                 |
| -------------- | ----------------------------------------------------------- | ------------------------- | -------------------------------------------------------------------------------------- | ------------------------------------------------------------------------- |
| Godzina: 17:00 | J. Kolář 00:57 (EQ) L. Pivko 14:32 (PP) L. Pivko 55:52 (EQ) | (2:2, 0:0, 1:1, 0:0, 0:1) | 03:42 (PP) M. Straka 12:30 (SH) P. Vostřák 40:14 (SH) P. Vostřák 86:07 (EQ) M. Adamský | Widzów: 10194 Sędzia główny: René Hradil Sędziowie liniowi: Radek Husička |

HC Litvínov – Energie Karlovy Vary 0 – 4
| 2 marca 2009 | HC Litvínov | 2:3 pk. | Energie Karlovy Vary | Zimní stadión Ivana Hlinky, Litvínov |

| Szczegóły      | Szczegóły                               | Szczegóły                 | Szczegóły                                                               | Szczegóły                                                                 |
| -------------- | --------------------------------------- | ------------------------- | ----------------------------------------------------------------------- | ------------------------------------------------------------------------- |
| Godzina: 17:00 | V. Hübl 25:45 (EQ) L. Rindoš 34:41 (EQ) | (0:1, 2:1, 0:0, 0:0, 0:1) | 07:05 (EQ) V. Skuhravý 24:27 (EQ) M. Procházka 70:00 (PS) M. Melenovský | Widzów: 6680 Sędzia główny: Vladimír Šindler Sędziowie liniowi: Robin Šír |

| 3 marca 2009 | HC Litvínov | 1:2 pk. | Energie Karlovy Vary | Zimní stadión Ivana Hlinky, Litvínov |

| Szczegóły      | Szczegóły            | Szczegóły                 | Szczegóły                                        | Szczegóły                                                                |
| -------------- | -------------------- | ------------------------- | ------------------------------------------------ | ------------------------------------------------------------------------ |
| Godzina: 17:30 | D. Branda 52:55 (EQ) | (0:0, 0:1, 1:0, 0:0, 0:1) | 39:59 (PP) M. Procházka 70:00 (PS) M. Melenovský | Widzów: 7000 Sędzia główny: Radek Husička Sędziowie liniowi: René Hradil |

| 6 marca 2009 | Energie Karlovy Vary | 3:1 | HC Litvínov | Zimní stadion, Karlowe Wary |

| Szczegóły      | Szczegóły                                                          | Szczegóły       | Szczegóły              | Szczegóły                                                                 |
| -------------- | ------------------------------------------------------------------ | --------------- | ---------------------- | ------------------------------------------------------------------------- |
| Godzina: 18:00 | F. Skladaný 19:44 (EQ) O. Němec 26:09 (EQ) M. Procházka 30:37 (PP) | (1:0, 2:0, 0:1) | 42:28 (PP) Z. Bahenský | Widzów: 4480 Sędzia główny: Vladimír Šindler Sędziowie liniowi: Robin Šír |

| 7 marca 2009 | Energie Karlovy Vary | 4:2 | HC Litvínov | Zimní stadion, Karlowe Wary |

| Szczegóły      | Szczegóły                                                                          | Szczegóły       | Szczegóły                                  | Szczegóły                                                              |
| -------------- | ---------------------------------------------------------------------------------- | --------------- | ------------------------------------------ | ---------------------------------------------------------------------- |
| Godzina: 17:30 | O. Němec 03:29 (PP) D. Zucker 36:20 (EQ) F. Skladaný 45:12 (EQ) L. Pech 46:09 (EQ) | (1:2, 1:0, 2:0) | 09:16 (EQ) M. Jenáček 15:03 (PP) V. Kroupa | Widzów: 4150 Sędzia główny: Pavel Hodek Sędziowie liniowi: Roman Polák |

Sparta Praga – HC Zlín 4 – 1
| 2 marca 2009 | Sparta Praga | 4:2 | HC Zlín | Tesla Arena, Praga |

| Szczegóły      | Szczegóły                                                                        | Szczegóły       | Szczegóły                                | Szczegóły                                                               |
| -------------- | -------------------------------------------------------------------------------- | --------------- | ---------------------------------------- | ----------------------------------------------------------------------- |
| Godzina: 18:00 | P. Ton 14:04 (PP) M. Broš 17:21 (EQ) D. Výborný 25:19 (EQ) D. Výborný 38:50 (PP) | (2:1, 2:0, 0:1) | 04:40 (EQ) A. Kollár 54:59 (EQ) D. Nosek | Widzów: 8473 Sędzia główny: Pavel Mikula Sędziowie liniowi: Milan Minář |

| 3 marca 2009 | Sparta Praga | 4:0 | HC Zlín | Tesla Arena, Praga |

| Szczegóły      | Szczegóły                                                                           | Szczegóły       | Szczegóły | Szczegóły                                                               |
| -------------- | ----------------------------------------------------------------------------------- | --------------- | --------- | ----------------------------------------------------------------------- |
| Godzina: 17:00 | D. Výborný 09:01 (EQ) J. Koreis 12:33 (EQ) D. Výborný 39:17 (EQ) P. Mrňa 47:16 (EQ) | (2:0, 1:0, 1:0) |           | Widzów: 6832 Sędzia główny: Pavel Hodek Sędziowie liniowi: Tomáš Turčan |

| 6 marca 2009 | HC Zlín | 1:4 | Sparta Praga | Zimní stadion Luďka Čajky, Zlín |

| Szczegóły      | Szczegóły           | Szczegóły       | Szczegóły                                                                           | Szczegóły                                                               |
| -------------- | ------------------- | --------------- | ----------------------------------------------------------------------------------- | ----------------------------------------------------------------------- |
| Godzina: 17:00 | P. Kubiš 22:32 (EQ) | (0:0, 1:2, 0:2) | 30:24 (EQ) P. Ton 37:35 (EQ) J. Langhammer 43:38 (PP) M. Gulaši 53:09 (PP) T. Netík | Widzów: 6392 Sędzia główny: Pavel Mikula Sędziowie liniowi: Milan Minář |

| 7 marca 2009 | HC Zlín | 4:2 | Sparta Praga | Zimní stadion Luďka Čajky, Zlín |

| Szczegóły      | Szczegóły                                                                             | Szczegóły       | Szczegóły                                 | Szczegóły                                                                    |
| -------------- | ------------------------------------------------------------------------------------- | --------------- | ----------------------------------------- | ---------------------------------------------------------------------------- |
| Godzina: 17:00 | R. Vlach 06:11 (EQ) P. Leška 21:09 (PP) D. Andrašovský 21:54 (PP) P. Kubiš 48:25 (EQ) | (1:2, 2:0, 1:0) | 06:45 (EQ) T. Netík 17:17 (PP) D. Výborný | Widzów: 6162 Sędzia główny: Martin Fraňo Sędziowie liniowi: Vladimír Šindler |

| 10 marca 2009 | Sparta Praga | 6:1 | HC Zlín | Tesla Arena, Praga |

| Szczegóły      | Szczegóły | Szczegóły       | Szczegóły           | Szczegóły                                                               |
| -------------- | --- | --------------- | ------------------- | ----------------------------------------------------------------------- |
| Godzina: 18:00 | D. Výborný 08:59 (EQ) J. Koreis 11:35 (EQ) J. Langhammer 16:08 (PP) T. Netík 31:50 (PP) J. Vykoukal 52:29 (EQ) J. Langhammer 58:04 (EQ) | (3:0, 1:0, 2:1) | 50:51 (PP) P. Leška | Widzów: 8849 Sędzia główny: Pavel Mikula Sędziowie liniowi: Milan Minář |

### Półfinały
Slavia Praga – HC Pilzno 1929 4 – 1
| 20 marca 2009 | Slavia Praga | 0:6 | HC Pilzno 1929 | Sazka Arena, Praga |

| Szczegóły      | Szczegóły | Szczegóły       | Szczegóły | Szczegóły                                                              |
| -------------- | --------- | --------------- | --- | ---------------------------------------------------------------------- |
| Godzina: 17:00 |           | (0:4, 0:2, 0:0) | 10:10 (EQ) M. Straka 12:07 (EQ) P. Vostřák 13:24 (PP) P. Vostřák 18:30 (EQ) T. Vlasák 28:26 (EQ) Z. Kubica 34:52 (PP) J. Kovář | Widzów: 10083 Sędzia główny: Martin Fraňo Sędziowie liniowi: Robin Šír |

| 21 marca 2009 | Slavia Praga | 6:5 | HC Pilzno 1929 | Sazka Arena, Praga |

| Szczegóły      | Szczegóły | Szczegóły       | Szczegóły                                                                                                  | Szczegóły                                                                |
| -------------- | --- | --------------- | --- | ------------------------------------------------------------------------ |
| Godzina: 17:00 | J. Bednář 15:13 (EQ) J. Doležal 39:52 (EQ) R. Červenka 40:50 (EQ) M. Vondrka 41:34 (EQ) T. Micka 48:47 (SH) P. Kadlec 59:21 (EN) | (1:1, 1:2, 4:2) | 08:26 (EQ) J. Kracík 20:48 (SH) M. Dvořák 30:53 (EQ) T. Kubalík 54:49 (PP) T. Vlasák 59:47 (EQ) M. Adamský | Widzów: 12558 Sędzia główny: Milan Minář Sędziowie liniowi: Pavel Mikula |

| 24 marca 2009 | HC Pilzno 1929 | 1:3 | Slavia Praga | ČEZ Aréna, Pilzno |

| Szczegóły      | Szczegóły            | Szczegóły       | Szczegóły                                                      | Szczegóły                                                               |
| -------------- | -------------------- | --------------- | -------------------------------------------------------------- | ----------------------------------------------------------------------- |
| Godzina: 17:00 | M. Dvořák 59:42 (EQ) | (0:1, 0:1, 1:1) | 18:27 (EQ) P. Jelínek 28:47 (EQ) T. Micka 58:31 (EN) J. Bednář | Widzów: 7841 Sędzia główny: Pavel Mikula Sędziowie liniowi: Milan Minář |

| 25 marca 2009 | HC Pilzno 1929 | 1:6 | Slavia Praga | ČEZ Aréna, Pilzno |

| Szczegóły      | Szczegóły           | Szczegóły       | Szczegóły | Szczegóły                                                              |
| -------------- | ------------------- | --------------- | --- | ---------------------------------------------------------------------- |
| Godzina: 17:00 | P. Smrek 27:40 (PP) | (0:3, 1:1, 0:2) | 05:41 (SH) J. Bednář 09:00 (EQ) L. Endál 13:16 (SH) M. Vondrka 39:29 (EQ) D. Hruška 44:47 (EQ) L. Endál 54:56 (EQ) M. Vondrka | Widzów: 7860 Sędzia główny: Pavel Hodek Sędziowie liniowi: Roman Polák |

| 27 marca 2009 | Slavia Praga | 6:5 pk. | HC Pilzno 1929 | Sazka Arena, Praga |

| Szczegóły      | Szczegóły | Szczegóły                 | Szczegóły | Szczegóły                                                                |
| -------------- | --- | ------------------------- | --- | ------------------------------------------------------------------------ |
| Godzina: 17:00 | J. Bednář 09:15 (EQ) R. Červenka 14:19 (PP) J. Bednář 18:49 (EQ) J. Beránek 21:44 (EQ) J. Bednář 44:05 (EQ) V. Růžička 70:00 (PS) | (3:1, 1:3, 1:1, 0:0, 1:0) | 10:49 (PP) J. Kovář 22:23 (PP) M. Cartelli 28:17 (EQ) R. Matějovský 32:59 (SH) M. Adamský 59:59 (EQ) M. Straka | Widzów: 15176 Sędzia główny: Pavel Mikula Sędziowie liniowi: Milan Minář |

Sparta Praga – Energie Karlovy Vary 2 – 4
| 18 marca 2009 | Sparta Praga | 5:2 | Energie Karlovy Vary | Tesla Arena, Praga |

| Szczegóły      | Szczegóły | Szczegóły       | Szczegóły                                 | Szczegóły                                                                 |
| -------------- | --- | --------------- | ----------------------------------------- | ------------------------------------------------------------------------- |
| Godzina: 17:00 | J. Langhammer 06:00 (EQ) P. Ton 08:27 (EQ) D. Výborný 20:39 (PP) J. Vykoukal 44:21 (PP) O. Kratěna 47:59 (PP) | (2:1, 1:0, 2:1) | 09:12 (EQ) P. Sailer 52:26 (EQ) F. Bombic | Widzów: 8285 Sędzia główny: Vladimír Šindler Sędziowie liniowi: Robin Šír |

| 19 marca 2009 | Sparta Praga | 2:3 pd. | Energie Karlovy Vary | Tesla Arena, Praga |

| Szczegóły      | Szczegóły                                  | Szczegóły            | Szczegóły                                                             | Szczegóły                                                                |
| -------------- | ------------------------------------------ | -------------------- | --------------------------------------------------------------------- | ------------------------------------------------------------------------ |
| Godzina: 17:00 | P. Ton 10:09 (EQ) J. Langhammer 43:56 (EQ) | (1:1, 0:1, 1:0, 0:1) | 04:18 (EQ) F. Skladaný 34:15 (EQ) M. Procházka 69:55 (PP) J. Řezníček | Widzów: 9471 Sędzia główny: René Hradil Sędziowie liniowi: Radek Husička |

| 22 marca 2009 | Energie Karlovy Vary | 5:3 | Sparta Praga | Zimní stadion, Karlowe Wary |

| Szczegóły      | Szczegóły                                                                                               | Szczegóły       | Szczegóły                                                           | Szczegóły                                                               |
| -------------- | --- | --------------- | ------------------------------------------------------------------- | ----------------------------------------------------------------------- |
| Godzina: 17:00 | J. Košťál 08:04 (PP) L. Pech 24:04 (EQ) J. Košťál 53:30 (PP) F. Skladaný 56:23 (EQ) O. Němec 57:18 (EQ) | (1:1, 1:1, 3:1) | 18:23 (EQ) J. Langhammer 21:33 (PP) O. Kratěna 58:16 (EQ) J. Koreis | Widzów: 4238 Sędzia główny: Pavel Hodek Sędziowie liniowi: Martin Fraňo |

| 23 marca 2009 | Energie Karlovy Vary | 5:2 | Sparta Praga | Zimní stadion, Karlowe Wary |

| Szczegóły      | Szczegóły | Szczegóły       | Szczegóły                                 | Szczegóły                                                                |
| -------------- | --- | --------------- | ----------------------------------------- | ------------------------------------------------------------------------ |
| Godzina: 17:00 | M. Hluchý 05:43 (EQ) P. Kumstát 06:18 (EQ) L. Pech 14:32 (EQ) M. Procházka 31:33 (EQ) J. Řezníček 33:38 (PP) | (3:0, 2:1, 0:1) | 36:33 (PP) J. Vykoukal 42:14 (PP) M. Broš | Widzów: 4016 Sędzia główny: Martin Homola Sędziowie liniowi: Roman Polák |

| 26 marca 2009 | Sparta Praga | 2:1 pd. | Energie Karlovy Vary | Tesla Arena, Praga |

| Szczegóły      | Szczegóły                                     | Szczegóły            | Szczegóły         | Szczegóły                                                                  |
| -------------- | --------------------------------------------- | -------------------- | ----------------- | -------------------------------------------------------------------------- |
| Godzina: 17:00 | R. Vondráček 06:33 (EQ) O. Kratěna 63:06 (EQ) | (1:0, 0:0, 0:1, 1:0) | 42:06 (EQ) R. Dej | Widzów: 12156 Sędzia główny: Vladimír Šindler Sędziowie liniowi: Robin Šír |

| 28 marca 2009 | Energie Karlovy Vary | 4:1 | Sparta Praga | Zimní stadion, Karlowe Wary |

| Szczegóły      | Szczegóły                                                                                 | Szczegóły       | Szczegóły             | Szczegóły                                                              |
| -------------- | ----------------------------------------------------------------------------------------- | --------------- | --------------------- | ---------------------------------------------------------------------- |
| Godzina: 17:00 | J. Kristek 02:11 (PP) R. Prošek 25:46 (PP) F. Skladaný 47:25 (EQ) M. Procházka 50:44 (SH) | (1:1, 1:0, 2:0) | 10:12 (PP) D. Výborný | Widzów: 4260 Sędzia główny: Pavel Hodek Sędziowie liniowi: Roman Polák |

## Finał
Slavia Praga – Energie Karlovy Vary 2 – 4
| 3 kwietnia 2009 | Energie Karlovy Vary | 4:1 | Slavia Praga | Zimní stadion, Karlowe Wary |

| Szczegóły      | Szczegóły                                                                                 | Szczegóły       | Szczegóły             | Szczegóły                                                              |
| -------------- | ----------------------------------------------------------------------------------------- | --------------- | --------------------- | ---------------------------------------------------------------------- |
| Godzina: 17:00 | J. Kristek 02:11 (PP) R. Prošek 25:46 (PP) F. Skladaný 47:25 (EQ) M. Procházka 50:44 (SH) | (1:1, 1:0, 2:0) | 10:12 (PP) D. Výborný | Widzów: 4260 Sędzia główny: Pavel Hodek Sędziowie liniowi: Roman Polák |

| 4 kwietnia 2009 | Energie Karlovy Vary | 1:5 | Slavia Praga | Zimní stadion, Karlowe Wary |

| Szczegóły      | Szczegóły              | Szczegóły       | Szczegóły                                                                                                   | Szczegóły                                                                   |
| -------------- | ---------------------- | --------------- | --- | --------------------------------------------------------------------------- |
| Godzina: 17:00 | F. Skladaný 25:02 (EQ) | (0:1, 1:3, 0:1) | 12:55 (EQ) J. Bednář 24:19 (EQ) J. Doležal 27:03 (PP) J. Bednář 34:34 (SH) M. Vondrka 51:49 (PP) K. Sloboda | Widzów: 4450 Sędzia główny: Martin Fraňo Sędziowie liniowi: Antonín Jeřábek |

| 7 kwietnia 2009 | Slavia Praga | 1:2 pk. | Energie Karlovy Vary | Sazka Arena, Praga |

| Szczegóły      | Szczegóły              | Szczegóły                 | Szczegóły                                  | Szczegóły                                                               |
| -------------- | ---------------------- | ------------------------- | ------------------------------------------ | ----------------------------------------------------------------------- |
| Godzina: 17:00 | R. Červenka 57:03 (PP) | (0:0, 0:1, 1:0, 0:0, 0:1) | 37:42 (EQ) P. Kumstát 70:00 (PS) P. Sailer | Widzów: 14521 Sędzia główny: Pavel Hodek Sędziowie liniowi: Roman Polák |

| 8 kwietnia 2009 | Slavia Praga | 4:6 | Energie Karlovy Vary | Sazka Arena, Praga |

| Szczegóły      | Szczegóły                                                                            | Szczegóły       | Szczegóły | Szczegóły                                                                   |
| -------------- | ------------------------------------------------------------------------------------ | --------------- | --- | --------------------------------------------------------------------------- |
| Godzina: 17:00 | V. Růžička 04:55 (EQ) M. Vondrka 14:40 (EQ) T. Micka 16:51 (PP) J. Bednář 34:01 (EQ) | (3:3, 1:2, 0:1) | 00:27 (EQ) V. Skuhravý 10:59 (EQ) V. Skuhravý 14:00 (EQ) O. Němec 27:27 (EQ) V. Skuhravý 29:56 (EQ) P. Sailer 48:36 (EQ) J. Kristek | Widzów: 16730 Sędzia główny: René Hradil Sędziowie liniowi: Antonín Jeřábek |

| 10 kwietnia 2009 | Slavia Praga | 3:2 | Energie Karlovy Vary | Sazka Arena, Praga |

| Szczegóły      | Szczegóły                                                           | Szczegóły       | Szczegóły                                   | Szczegóły                                                               |
| -------------- | ------------------------------------------------------------------- | --------------- | ------------------------------------------- | ----------------------------------------------------------------------- |
| Godzina: 17:00 | R. Červenka 14:54 (EQ) R. Červenka 23:55 (EQ) J. Beránek 32:58 (EQ) | (1:0, 2:2, 0:0) | 20:40 (EQ) F. Skladaný 37:07 (EQ) P. Sailer | Widzów: 14102 Sędzia główny: René Hradil Sędziowie liniowi: Roman Polák |

| 12 kwietnia 2009 | Energie Karlovy Vary | 4:3 | Slavia Praga | Zimní stadion, Karlowe Wary |

| Szczegóły      | Szczegóły                                                                              | Szczegóły       | Szczegóły                                                         | Szczegóły                                                              |
| -------------- | -------------------------------------------------------------------------------------- | --------------- | ----------------------------------------------------------------- | ---------------------------------------------------------------------- |
| Godzina: 17:00 | M. Melenovský 24:44 (PP) F. Skladaný 33:51 (SH) O. Němec 46:23 (PP) L. Pech 52:39 (EQ) | (0:3, 2:0, 2:0) | 06:53 (PP) D. Hruška 08:51 (PP) R. Červenka 10:17 (PP) J. Beránek | Widzów: 4450 Sędzia główny: Martin Homola Sędziowie liniowi: Robin Šír |